# Приколотне
Приколо́тне — селище в Україні, у Вільхуватській сільській громаді Куп'янського району Харківської області.

## Географічне розташування
Селище міського типу Приколотне розташоване на одному з витоків річки Хотімля, на перетині автомобільних доріг Т 2104 і Т 2115.
У селищі є залізнична станція Приколотне. Відстань до селища. Великий Бурлук становить майже 17 км і проходить автошляхом Т 2115.
До селища примикає лісовий масив (дуб). Біля селища розташовується Приколотнянське водосховище, нижче по течії — колишнє село Вільне.

## Історія
- 1898 — відкрита станція Задонська (Приколотне).
- 1901 — залізнична станція Задонська перейменована в Приколотне.
- 1957 — зміна статусу на селище міського типу.
- 12 червня 2020 року, відповідно до розпорядження Кабінету Міністрів України  № 725-р «Про визначення адміністративних центрів та затвердження територій територіальних громад Харківської області», увійшло до складу Вільхуватської сільської громади.[2]
- 19 липня 2020 року, в результаті адміністративно - територіальної реформи та ліквідації Великобурлуцького району, селище увійшло до складу Куп'янського району Харківської області[3].

## Економіка
- У селі є молочно-товарна ферма, машинно-тракторні майстерні.
- «Приколотнянський олійноекстракційний завод», ЗАТ

## Об'єкти соціальної сфери
- Школа.
- Приколотнянська амбулаторія загальної практики.
- Спортивний майданчик
- Бібліотека[джерело не вказане 1390 днів]

## Релігія
- Церква Онуфрія Великого побудована в 1999 році.

## Спорт
У селищі є власна футбольна команда «Рубін».

## Персоналії
- У селищі народився Костянтин Федорович Ольшанський — Герой Радянського Союзу.
- У селищі жила і померла Чернецька Марія Михайлівна (1928—1997) — Героїня Соціалістичної Праці.